# UFC Fight Night: Evans vs. Salmon
UFC Fight Night: Evans vs. Salmon（ユーエフシー・ファイトナイト：エヴァンス・ヴァーサス・サーモン、別名UFC Fight Night 8）は、アメリカ合衆国の総合格闘技団体「UFC」の大会の一つ。2007年1月25日、フロリダ州ハリウッドのセミノール・ハードロック・ホテル&カジノで開催された。
メインイベントではThe Ultimate Fighter 2ヘビー級トーナメント優勝のラシャド・エヴァンスとショーン・サーモンによるライトヘビー級戦が行われた。なお、大会はSpikeにより全米及びカナダへ無料放送された。

## 大会概要
本大会ではヒース・ヒーリング、ショーン・サーモンがUFCに初参戦。
メインイベントでは、ラシャド・エヴァンスがショーン・サーモンにハイキックでKO勝ちを収めた。

## 試合結果

### プレリミナリィカード
第1試合 ウェルター級 5分3R
○  リッチ・クレメンティ vs.  ロス・ポイントン ×
2R 4:53 チョークスリーパー
第2試合 ライト級 5分3R
○  ディン・トーマス vs.  クレイ・グイダ ×
3R終了 判定3-0（29-28、29-28、29-28）
第3試合 ミドル級 5分3R
○  エド・ハーマン vs.  クリス・プライス ×
1R 2:58 腕ひしぎ十字固め
第4試合 ウェルター級 5分3R
○  ジョシュ・バークマン vs.  チャド・レイナー ×
3R終了 判定3-0（29-28、29-28、30-27）
第5試合 ミドル級 5分3R
○  ネイサン・マーコート vs.  ディーン・リスター ×
3R終了 判定3-0（30-27、30-25、30-25）

### メインカード
第6試合 ライト級 5分3R
○  エルメス・フランカ vs.  スペンサー・フィッシャー ×
2R 4:03 TKO（レフェリーストップ：スタンドパンチ連打）
第7試合 ヘビー級 5分3R
○  ジェイク・オブライエン vs.  ヒース・ヒーリング ×
3R終了 判定3-0（29-28、30-27、30-27）
第8試合 ライトヘビー級 5分3R
○  ラシャド・エヴァンス vs.  ショーン・サーモン ×
2R 1:06 KO（右ハイキック）

### 各賞
ファイト・オブ・ザ・ナイト： エルメス・フランカ vs. スペンサー・フィッシャー
ノックアウト・オブ・ザ・ナイト： ラシャド・エヴァンス
サブミッション・オブ・ザ・ナイト： エド・ハーマン